# آی‌سی‌ای بانکن
آی‌سی‌ای بانکن (انگلیسی: ICA Banken) شرکت خدمات مالی و بانکداری سوئدی است، که در سال ۲۰۰۲ تأسیس شد.